# كليفلاند فرانكلين
كليفلاند فرانكلين (بالإنجليزية: Cleveland Franklin)‏ هو لاعب كرة قدم أمريكية أمريكي، ولد في 24 أبريل 1955 في برينهام في الولايات المتحدة.

## وصلات خارجية
- كليفلاند فرانكلين على موقع مرجع كرة القدم المحترفة.كوم (الإنجليزية)